# Bouclier (hop)
Bouclier is een hopvariëteit, gebruikt voor het brouwen van bier.
Deze hopvariëteit is een “aromahop”, bij het bierbrouwen voornamelijk gebruikt voor zijn aromatische eigenschappen. Deze soort komt oorspronkelijk uit de Franse regio Elzas.

## Kenmerken
- Alfazuur: 7,9 – 8,5%
- Bètazuur: 2,4 – 3,3%
- Eigenschappen: fruitig, kruidig en citrusaroma